# 神成城
神成城（かんなりじょう）は、群馬県富岡市神成（上野国甘楽郡）にあった日本の城。戦国時代に甘楽郡に勢力を誇った国衆・小幡氏の城。

## 歴史
築城時期や経緯は不明。国峯城を本拠とした小幡氏の一族である小幡図書助が城主であったという。小幡氏の一族はこの神成城を含め、甘楽郡の各地に点在して勢力を広げていた。
永禄3年（1560年）に長尾景虎（上杉謙信）が関東侵攻を開始すると、武田氏に与していた宗家の小幡憲重が国峯城を追われ、上杉方に付いた図書助・景高親子が国峯城に入った。しかし翌4年（1561年）に武田信玄の支援を受けた憲重が国峯城を奪還し、図書助一族は没落した。
その後も小幡氏は憲重・信真・信定と三代に渡って国峯城や神成城周辺等の甘楽郡を中心に領域支配を継続し、西上野最大の国衆として武田氏・後北条氏に従った。
天正18年（1590年）の小田原征伐では小幡一族の小幡信氏が東麓の宮崎城を守っていたが、豊臣方の北国方面軍に攻められ降伏し、豊臣軍と共に同族が守る国峯城を攻めたという。
小田原征伐後は徳川氏配下の奥平信昌が甘楽郡で3万石を与えられて宮崎城に入った。慶長6年（1601年）に奥平氏が美濃加納へ転封となると宮崎城は廃城となった。

## 立地・構造
甘楽郡の平野部に聳える神成山一帯に城郭が築かれている。神成山は東西に延びた形状をしており、中心の山地部分に神成城・東麓の地域に宮崎城・西端の岩山上に吾妻山の砦がある。

### 神成城
山頂に広い区画を持った曲輪が存在し、ある程度の兵力の収容が可能な、この地域を代表する城郭である。山頂の主郭は周囲を土塁で囲まれ、そこから北側にいくつもの曲輪が配置されている大手口・南東の物見台へと続く尾根・西側の吾妻山に続く搦手がある。南東と西側の尾根筋には堀切が存在し進入路を遮断している。主郭の北側には広大な曲輪が存在し、そこからさらに北側に二本の尾根筋が分かれている。このうち東側の尾根筋上には土塁や堀を隔てて広い曲輪が配置されている。その曲輪の東側には宮崎城に通じる山道がある。北側の二つの尾根筋にも堀切や曲輪・土塁が数か所配置されており、敵の進入路の阻害と兵力の収容場所の確保が可能となっている。

### 宮崎城
神成城から東側500 mの位置にある平城である。現在は富岡市立西中学校が建っており、本丸部分をはじめ多くの遺構は消失している。西側の搦手にあたる二重の堀切が僅かに残っているという。

### 吾妻山の砦
神成城の西方1.3 kmの位置二ある山城である。岩峰を利用した物見場であり、特に南側は断崖により進入不可能となっている。狼煙台として利用されたと考えられる。